# Never Ending Tour 2004
Never Ending Tour 2004 es el decimoséptimo año de la gira Never Ending Tour, una gira musical del músico estadounidense Bob Dylan realizada de forma casi ininterrumpida desde el 7 de junio de 1988.

## Trasfondo
El decinoséptimo año de la gira Never Ending Tour comenzó con una etapa por los Estados Unidos, en la que Dylan incluyó residencias en varias ciudades. Al respecto, ofreció tres conciertos en San Luis (Misuri), dos en Milwaukee (Wisconsin), tres en Detroit (Míchigan), tres en Boston (Massachusetts), tres en Atlanta (Georgia), cuatro en Chicago (Illinois), tres en Toronto, Canadá y tres en Washington D. C..
Tras su etapa norteamericana, Dylan viajó a Europa para emprender una etapa que comenzó el 18 de junio en Cardiff, Gales. Dos días después, tocó en Finsbury Park, Londres como parte del Fleadh Festival. Dylan solo ofreció dos fechas en Inglaterra, la segunda de ellas en Newcastle dos días después del Fleadh Festival. A continuación, ofreció dos conciertos en Glasgow, Escocia, uno de ellos en el Scottish Exhibition and Conference Centre y el otro en el Barrowland Ballroom. El segundo evento fue añadidado debido a la alta demanda de entradas en su noche anterior en el SE&CC. La etapa europea finalizó 31 días después, el 18 de julio, en Caminha, Portugal. 
Después, Dylan volvió a los Estados Unidos para ofrecer una gira por los Estados de la Costa Este, en conciertos con un cartel compartido con Willie Nelson. El 13 de octubre, comenzó la última etapa de la gira tocando en instalaciones deportivas de universidades de los Estados Unidos. La etapa comenzó el 13 de octubre en San Francisco (California) y terminó en Allston, Massachusetts, el 21 de noviembre.

## Conciertos
| Norteamérica            |                        |                        |                                         |
| 28 de febrero de 2004   | Tulsa                  | Estados Unidos         | Cain's Ballroom                         |
| 1 de marzo de 2004      | St. Louis              | Estados Unidos         | The Pageant                             |
| 2 de marzo de 2004      | St. Louis              | Estados Unidos         | The Pageant                             |
| 3 de marzo de 2004      | St. Louis              | Estados Unidos         | The Pageant                             |
| 5 de marzo de 2004      | Chicago                | Estados Unidos         | Aragon Ballroom                         |
| 6 de marzo de 2004      | Chicago                | Estados Unidos         | Riviera Theatre                         |
| 7 de marzo de 2004      | Chicago                | Estados Unidos         | The Vic Theatre                         |
| 8 de marzo de 2004      | Chicago                | Estados Unidos         | Park West                               |
| 10 de marzo de 2004     | Saint Paul             | Estados Unidos         | Roy Wilkins Auditorium                  |
| 12 de marzo de 2004     | Milwaukee              | Estados Unidos         | Eagles Ballroom                         |
| 13 de marzo de 2004     | Milwaukee              | Estados Unidos         | Eagles Ballroom                         |
| 15 de marzo de 2004     | Detroit                | Estados Unidos         | Detroit Masonic Temple                  |
| 16 de marzo de 2004     | Detroit                | Estados Unidos         | Detroit Masonic Temple                  |
| 17 de marzo de 2004     | Detroit                | Estados Unidos         | Detroit Masonic Temple                  |
| 19 de marzo de 2004     | Toronto                | Canadáa                | Cain's Ballroom                         |
| 20 de marzo de 2004     | Toronto                | Canadáa                | Phoenix Concert Theatre                 |
| 21 de marzo de 2004     | Toronto                | Canadáa                | The Guvernment                          |
| 24 de marzo de 2004     | Boston                 | Estados Unidos         | Avalon Ballroom                         |
| 25 de marzo de 2004     | Boston                 | Estados Unidos         | Avalon Ballroom                         |
| 26 de marzo de 2004     | Boston                 | Estados Unidos         | Avalon Ballroom                         |
| 29 de marzo de 2004     | Upper Darby            | Estados Unidos         | Tower Theatre                           |
| 30 de marzo de 2004     | Filadelfia             | Estados Unidos         | Electric Factory                        |
| 31 de marzo de 2004     | Filadelfia             | Estados Unidos         | Trocadero Theatre                       |
| 2 de abril de 2004      | Washington D. C.       | Estados Unidos         | 9:30 Club                               |
| 3 de abril de 2004      | Washington D. C.       | Estados Unidos         | Bender Arena                            |
| 4 de abril de 2004      | Washington D. C.       | Estados Unidos         | Warner Theatre                          |
| 6 de abril de 2004      | Norfolk                | Estados Unidos         | Norva Theatre                           |
| 7 de abril de 2004      | Boone                  | Estados Unidos         | Holmes Center                           |
| 9 de abril de 2004      | Asheville              | Estados Unidos         | The Orange Peel                         |
| 10 de abril de 2004     | Columbia               | Estados Unidos         | Township Auditorium                     |
| 12 de abril de 2004     | Atlanta                | Estados Unidos         | The Tabernacle                          |
| 13 de abril de 2004     | Atlanta                | Estados Unidos         | The Tabernacle                          |
| 14 de abril de 2004     | Atlanta                | Estados Unidos         | The Tabernacle                          |
| Norteamérica (2ª etapa) |                        |                        |                                         |
| 4 de junio de 2004      | Gilford                | Estados Unidos         | Meadowbrook U.S. Cellular Pavilion      |
| 5 de junio de 2004      | Uncasville             | Estados Unidos         | Mohegan Sun Arena                       |
| 6 de junio de 2004      | Atlantic City          | Estados Unidos         | Borgata Events Center                   |
| 8 de junio de 2004      | Wilmington             | Estados Unidos         | Kahuna Summer Stage                     |
| 9 de junio de 2004      | Salem                  | Estados Unidos         | Salem Civic Center                      |
| 11 de junio de 2004     | Manchester             | Estados Unidos         | Great Stage Park                        |
| Europa                  |                        |                        |                                         |
| 18 de junio de 2004     | Cardiff                | Reino Unido            | Cardiff International Arena             |
| 20 de junio de 2004     | Londres                | Reino Unido            | Finsbury Park                           |
| 22 de junio de 2004     | Newcastle              | Reino Unido            | Metro Radio Arena                       |
| 23 de junio de 2004     | Glasgow                | Reino Unido            | Scottish Exhibition & Conference Centre |
| 24 de junio de 2004     | Glasgow                | Reino Unido            | Barrowland Ballroom                     |
| 26 de junio de 2004     | Belfast                | Reino Unido            | Odyssey Arena                           |
| 27 de junio de 2004     | Galway                 | Irlanda                | Pearse Stadium                          |
| 29 de junio de 2004     | Bonn                   | Alemania               | Museumsplatz                            |
| 30 de junio de 2004     | Worms                  | Alemania               | Platz der Partnerschaft                 |
| 2 de julio de 2004      | Stra                   | Italia                 | Villa Pisani                            |
| 3 de julio de 2004      | Cernobbio              | Italia                 | Villa Ebra                              |
| 5 de julio de 2004      | St. Etienne            | Francia                | Palais Des Spectacles                   |
| 6 de julio de 2004      | Montauban              | Francia                | Jardin des Plantes                      |
| 7 de julio de 2004      | Barcelona              | España                 | Pueblo Español                          |
| 9 de julio de 2004      | Benidorm               | España                 | Plaza de Toros                          |
| 10 de julio de 2004     | Motril                 | España                 | Estadio Escribano Castilla              |
| 11 de julio de 2004     | Córdoba                | España                 | El Fontanar Sports Hall                 |
| 14 de julio de 2004     | Madrid                 | España                 | Huerta del Palacio Arzobispo            |
| 15 de julio de 2004     | León                   | España                 | Leon Arena                              |
| 17 de julio de 2004     | Santiago de Compostela | España                 | Auditorio Monte do Gozo                 |
| 18 de julio de 2004     | Vilar de Mouros        | Portugal               | Caminha                                 |
| Norteamérica (3ª etapa) |                        |                        |                                         |
| 4 de agosto de 2004     | Poughkeepsie           | Emiratos Árabes Unidos | The Chance                              |
| 6 de agosto de 2004     | Cooperstown            | Emiratos Árabes Unidos | Doubleday Field                         |
| 7 de agosto de 2004     | West Haven             | Emiratos Árabes Unidos | Yale Field                              |
| 8 de agosto de 2004     | Brockton               | Emiratos Árabes Unidos | Campanelli Stadium                      |
| 10 de agosto de 2004    | Fishkill               | Emiratos Árabes Unidos | Dutchess Stadium                        |
| 11 de agosto de 2004    | Altoona                | Emiratos Árabes Unidos | Blair County Ballpark                   |
| 12 de agosto de 2004    | Aberdeen               | Emiratos Árabes Unidos | Ripken Stadium                          |
| 15 de agosto de 2004    | Richmond               | Emiratos Árabes Unidos | The Diamond                             |
| 17 de agosto de 2004    | Charleston             | Emiratos Árabes Unidos | Joseph P. Riley, Jr. Park               |
| 18 de agosto de 2004    | Kodak                  | Emiratos Árabes Unidos | Smokies Park                            |
| 20 de agosto de 2004    | Jackson                | Emiratos Árabes Unidos | Pringles Park                           |
| 21 de agosto de 2004    | Lexington              | Emiratos Árabes Unidos | Applebee's Park                         |
| 22 de agosto de 2004    | South Bend             | Emiratos Árabes Unidos | Stanley Coveleski Regional Stadium      |
| 24 de agosto de 2004    | Comstock Park          | Emiratos Árabes Unidos | Fifth Third Ballpark                    |
| 25 de agosto de 2004    | Peoria                 | Emiratos Árabes Unidos | O'Brien Field                           |
| 27 de agosto de 2004    | Madison                | Emiratos Árabes Unidos | Warner Park                             |
| 28 de agosto de 2004    | Des Moines             | Emiratos Árabes Unidos | Principal Park                          |
| 29 de agosto de 2004    | Rochester              | Emiratos Árabes Unidos | Mayo Field                              |
| 31 de agosto de 2004    | Lincoln                | Emiratos Árabes Unidos | Haymarket Park                          |
| 1 de septiembre de 2004 | Wichita                | Emiratos Árabes Unidos | Lawrence–Dumont Stadium                 |
| 3 de septiembre de 2004 | Oklahoma City          | Emiratos Árabes Unidos | RedHawks Ballpark                       |
| 4 de septiembre de 2004 | Kansas City            | Emiratos Árabes Unidos | CommunityAmerica Ballpark               |
| Norteamérica (4ª etapa) |                        |                        |                                         |
| 13 de octubre de 2004   | San Francisco          | Estados Unidos         | Regency Center Grand Ballroom           |
| 14 de octubre de 2004   | Santa Clara            | Estados Unidos         | Leavey Center                           |
| 16 de octubre de 2004   | Fresno                 | Estados Unidos         | Save Mart                               |
| 17 de octubre de 2004   | Berkeley               | Estados Unidos         | Haas Pavilion                           |
| 18 de octubre de 2004   | Davis                  | Estados Unidos         | The Pavilion                            |
| 20 de octubre de 2004   | Irvine                 | Estados Unidos         | Bren Events Center                      |
| 21 de octubre de 2004   | Santa Bárbara          | Estados Unidos         | Santa Barbra Events Center              |
| 22 de octubre de 2004   | San Diego              | Estados Unidos         | Cox Arena                               |
| 24 de octubre de 2004   | Boulder                | Estados Unidos         | Cools Events Centre                     |
| 26 de octubre de 2004   | Manhattan              | Estados Unidos         | Bramlage Coliseum                       |
| 27 de octubre de 2004   | Columbia               | Estados Unidos         | Hearnes Centre                          |
| 29 de octubre de 2004   | Iowa City              | Estados Unidos         | Carver–Hawkeye Arena                    |
| 30 de octubre de 2004   | Kenosha                | Estados Unidos         | Recreation Center                       |
| 31 de octubre de 2004   | DeKalb                 | Estados Unidos         | Convocation Center                      |
| 3 de noviembre de 2004  | West Lafayette         | Estados Unidos         | Edward C. Elliott Hall of Music         |
| 4 de noviembre de 2004  | Columbus               | Estados Unidos         | Jerome Schottenstein Center             |
| 6 de noviembre de 2004  | Grantham               | Estados Unidos         | Brubaker Auditorium                     |
| 7 de noviembre de 2004  | Pittsburgh             | Estados Unidos         | Petersen Events Center                  |
| 9 de noviembre de 2004  | East Lansing           | Estados Unidos         | Breslin Student Events Center           |
| 10 de noviembre de 2004 | Toledo                 | Estados Unidos         | Savage Arena                            |
| 11 de noviembre de 2004 | St. Bonaventure        | Estados Unidos         | Reilly Center                           |
| 13 de noviembre de 2004 | Rochester              | Estados Unidos         | Student Centre                          |
| 14 de noviembre de 2004 | Binghamton             | Estados Unidos         | Binghamton University Events Center     |
| 16 de noviembre de 2004 | Bethlehem              | Estados Unidos         | Stabler Arena                           |
| 17 de noviembre de 2004 | Kingston               | Estados Unidos         | Ryan Center                             |
| 18 de noviembre de 2004 | Durham                 | Estados Unidos         | Whittemore Center                       |
| 20 de noviembre de 2004 | Amherst                | Estados Unidos         | Mullins Center                          |
| 21 de noviembre de 2004 | Boston                 | Estados Unidos         | Lavietes Pavilion                       |